# Erythrastrea flabellata
Erythrastrea flabellata là một loài san hô trong họ Faviidae. Loài này được Scheer & Pillai mô tả khoa học năm 1983.